# نام سیستماتیک
نام سیستماتیک به نامی گفته می‌شود که به‌طور نظام‌مند به یک گروه منحصر به فرد، ارگانیسم، شیء یا ماده شیمیایی از یک جمعیت یا مجموعه خاص اختصاص داده می‌شود. نام‌های سیستماتیک معمولاً بخشی از فرایند نام‌گذاری هستند.
نام نیمه‌سیستماتیک یا نام نیمه‌عامیانه نامی است که حداقل یک بخش سیستماتیک و حداقل یک بخش عامیانه دارد، مانند یک نام رایج.
ساخت نام‌های سیستماتیک می‌تواند به سادگی به اختصاص یک پیشوند یا شماره به هر شیء باشد. بسیاری از سیستم‌ها اطلاعاتی اشیاء نام‌گذاری‌شده را با یک شماره ترکیب می‌کنند تا آن را به یک شناسه منحصر به فرد تبدیل کنند.
نام‌های سیستماتیک اغلب با نام‌های عامیانه‌ای که پیش از ایجاد هر سیستم نام‌گذاری سیستماتیک به آن شیء داده شده‌اند، همزیستی دارند. به‌عنوان مثال، بسیاری از مواد شیمیایی معمولاً حتی پس از نام‌گذاری سیستماتیک با نام‌های عامیانه پیشینن شناخته می‌شوند، حتی توسط شیمیدان‌ها.

## در شیمی
در شیمی، یک نام سیستماتیک ساختار شیمیایی یک ماده شیمیایی را توصیف می‌کند و بدین ترتیب اطلاعاتی دربارهٔ خواص شیمیایی آن می‌دهد.
فرهنگ اصطلاحات شیمیایی منتشر شده توسط آیوپاک نام سیستماتیک را به‌عنوان «نامی که به‌طور کامل از هجاهای خاص ساخته شده یا انتخاب شده است و با یا بدون پیشوندهای عددی است» تعریف می‌کند. با این حال، زمانی که نام‌های عامیانه به بخشی از نام‌گذاری شیمیایی تبدیل شده‌اند، ممکن است نام سیستماتیک یک ماده یا بخشی از آن باشند. نمونه‌هایی از برخی نام‌های سیستماتیک که ریشه عامیانه دارند عبارتند از بنزن (سیکلوهگزاتری‌ان) یا گلیسرول (تری‌هیدروکسی‌پروپان).

## نمونه‌ها
برای موارد زیر نام‌های سیستماتیک یا نیمه‌سیستماتیک استاندارد شده وجود دارد:
- نام عناصر شیمیایی (پیروی از دستورالعمل‌های آیوپاک)
- نام‌گذاری شیمیایی (پیروی از دستورالعمل‌های آیوپاک)
- نام علمی، که توسط کارل لینه آغاز شد
- اشیاء و موجودات نجومی (مدیریت‌شده توسط اتحادیه بین‌المللی نجوم)
- ژن‌ها (پیروی از روش‌های کمیته نام‌گذاری ژن هوگو)